# Fourierova transformacija
Fourierova transformacija (točneje zvezna Fourierova transformacija ; izgovorjava:[fuʁie])) je matematična metoda s področja Fourierove analize, ki aperiodični signal razčleni na neprekinjen spekter. Funkcija, ki opisuje ta spekter, se imenuje tudi Fourierova transformacija ali spektralna funkcija. Gre za integralsko transformacijo, poimenovano po matematiku Jeanu Baptistu Josephu Fourieru. Fourier je leta 1822 uvedel Fourierovo vrsto, ki pa je definirana le za periodične signale in vodi do diskretnega frekvenčnega spektra.
Obstaja kar nekaj primerov uporabe, za katere je treba za Fourierovo transformacijo uporabiti računalnik. V ta namen je na voljo diskretna Fourierova transformacija ali hitra Fourierova transformacija.

## Definicija
Naj bo {\displaystyle f\in L^{1}(\mathbb {R} ^{n})} integrabilna funkcija, kjer {\displaystyle L^{1}} imenovan Lebesgueov prostor. (Zvezna) Fourierova transformacija {\displaystyle {\mathcal {F}}f} od {\displaystyle f} je definirana z
{\displaystyle ({\mathcal {F}}f)(y)={\frac {1}{{\sqrt {2\pi }}^{\ n}}}\int _{\mathbb {R} ^{n}}f(x)\,\mathrm {e} ^{-\mathrm {i} y\cdot x}\,\mathrm {d} x}
in ustrezna inverzna transformacija je:
{\displaystyle f(x)={\frac {1}{{\sqrt {2\pi }}^{\ n}}}\int _{\mathbb {R} ^{n}}({\mathcal {F}}f)(y)\,\mathrm {e} ^{\mathrm {i} y\cdot x}\,\mathrm {d} y\;.}
Pri tem sta {\displaystyle \mathrm {d} x} in {\displaystyle \mathrm {d} y} so {\displaystyle n} -dimenzionalna prostorska elementa,  {\displaystyle \mathrm {i} } imaginarna enota,  {\displaystyle y\cdot x} pa standardni produkt vektorjev {\displaystyle y} in {\displaystyle x}.
Normalizacijska konstanta v literaturi ni dosledna. V teoriji psevdodiferencialnih operatorjev in pri obdelavi signalov se  faktor {\displaystyle 1/(2\pi )^{n/2}}  v transformaciji pogosto izpušča, tako da inverzna transformacija ustrezno dobi na začetek faktor {\displaystyle 1/(2\pi )^{n}}. Transformacija je tako:
{\displaystyle ({\mathcal {F}}f)(y)=\int _{\mathbb {R} ^{n}}f(x)\,\mathrm {e} ^{-\mathrm {i} y\cdot x}\,\mathrm {d} x\;,}
{\displaystyle f(x)={\frac {1}{(2\pi )^{n}}}\int _{\mathbb {R} ^{n}}({\mathcal {F}}f)(y)\,\mathrm {e} ^{\mathrm {i} y\cdot x}\,\mathrm {d} y\;.}
Faktor na začetku faktor preprečuje neposredno uporabo Plancherelovega izreka, ker potem Fourierova transformacija ne daje več unitarne preslikave {\displaystyle L^{1}(\mathbb {R} ^{n})\cap L^{2}(\mathbb {R} ^{n})} in tako se spremeni moč signala. Vendar, kot pri vseh ortogonalnih transformacijah, je to mogoče zlahka kompenzirati s substitucijo (ponovno skaliranje abscise) in zato ne predstavlja temeljne težave. Točno to predlaga literatura o obdelavi signalov in sistemski teoriji: prehod od naravne frekvence h kotni frekvenci {\displaystyle \omega =2\pi y} (ki vključuje faktor):

{\displaystyle f(x)=\int _{\mathbb {R} ^{n}}({\mathcal {F}}f)(y)\,\mathrm {e} ^{2\pi \mathrm {i} y\cdot x}\,\mathrm {d} y\;=\int _{\mathbb {R} ^{n}}({\mathcal {F}}f)(y)\,\mathrm {e} ^{\mathrm {i} \omega \cdot x}\,\mathrm {d} y\;.}
Realna inačica Fourierove transformacije se imenuje Hartleyjeva transformacija. Za realne funkcije {\displaystyle f} Fourierovo transformacijo lahko nadomestimo s sinusno in kosinusno transformacijo.

## Zgledi uporabe

### Stiskanje podatkov za digitalno komunikacijo
Stiskanje digitalnih podatkov s pomočjo Fourierove transformacije je osrednja tehnologija na področju komunikacije, izmenjave podatkov in pretakanja medijev na (mobilnem) internetu. 

### Tabele pomembnih Fourierovih transformacij
Naslednje tabele prikazujejo nekaj zaprtih Fourierovih transformacij. Funkciji f(x) in g(x) označimo njuni Fourierovi transformaciji s f̂ in ĝ. Vključene so samo tri najpogostejše konvencije. Morda bi bilo koristno opaziti, da podaja vnos 105 razmerje med Fourierovo transformacijo funkcije in izvirno funkcijo, ki jo je mogoče razumeti kot povezavo Fourierove transformacije in njenega obrata. 

#### Funkcionalne relacije, enorazsežne
Fourierove transformacije v tej tabeli se lahko najdejo pri Erdélyi (1954) or Kammler (2000, appendix).
|     | Funkcija                                           | Fourierova transformacija asbscisa je unitarna običajna frekvenca                                                                                    | Fourierova transformacija unitarna, kotna frekvenca | Fourierova transformacija< ne-unitarna, kotna frekvenca                                                                                                  | pripombe |
| --- | -------------------------------------------------- | --- | --- | --- | --- |
|     | {\displaystyle f(x)\,}                             | {\displaystyle {\begin{aligned}&{\hat {f}}(\xi )\triangleq {\hat {f}}_{1}(\xi )\\&=\int _{-\infty }^{\infty }f(x)e^{-i2\pi \xi x}\,dx\end{aligned}}} | {\displaystyle {\begin{aligned}&{\hat {f}}(\omega )\triangleq {\hat {f}}_{2}(\omega )\\&={\frac {1}{\sqrt {2\pi }}}\int _{-\infty }^{\infty }f(x)e^{-i\omega x}\,dx\end{aligned}}} | {\displaystyle {\begin{aligned}&{\hat {f}}(\omega )\triangleq {\hat {f}}_{3}(\omega )\\&=\int _{-\infty }^{\infty }f(x)e^{-i\omega x}\,dx\end{aligned}}} | Definiticije |
| 101 | {\displaystyle a\,f(x)+b\,g(x)\,}                  | {\displaystyle a\,{\hat {f}}(\xi )+b\,{\hat {g}}(\xi )\,}                                                                                            | {\displaystyle a\,{\hat {f}}(\omega )+b\,{\hat {g}}(\omega )\,} | {\displaystyle a\,{\hat {f}}(\omega )+b\,{\hat {g}}(\omega )\,}                                                                                          | Linearnost |
| 102 | {\displaystyle f(x-a)\,}                           | {\displaystyle e^{-i2\pi \xi a}{\hat {f}}(\xi )\,}                                                                                                   | {\displaystyle e^{-ia\omega }{\hat {f}}(\omega )\,} | {\displaystyle e^{-ia\omega }{\hat {f}}(\omega )\,} | Pomik v časovni domeni |
| 103 | {\displaystyle f(x)e^{iax}\,}                      | {\displaystyle {\hat {f}}\left(\xi -{\frac {a}{2\pi }}\right)\,}                                                                                     | {\displaystyle {\hat {f}}(\omega -a)\,} | {\displaystyle {\hat {f}}(\omega -a)\,} | Pomik v frekvenčni domeni, dualno vrstici 102 |
| 104 | {\displaystyle f(ax)\,}                            | {\displaystyle {\frac {1}{\|a\|}}{\hat {f}}\left({\frac {\xi }{a}}\right)\,}                                                                         | {\displaystyle {\frac {1}{\|a\|}}{\hat {f}}\left({\frac {\omega }{a}}\right)\,} | {\displaystyle {\frac {1}{\|a\|}}{\hat {f}}\left({\frac {\omega }{a}}\right)\,}                                                                          | Skalirano v časovni domeni. Če je {\displaystyle {\|a\|}} velik, se {\displaystyle f(ax)\,} koncentrira na 0 in {\displaystyle {\frac {1}{\|a\|}}{\hat {f}}\left({\frac {\omega }{a}}\right)\,} razširi in zniža. |
| 105 | {\displaystyle {\hat {f_{n}}}(x)\,}                | {\displaystyle {\hat {f}}_{1}(x)\ {\stackrel {{\mathcal {F}}_{1}}{\longleftrightarrow }}\ f(-\xi )\,}                                                | {\displaystyle {\hat {f}}_{2}(x)\ {\stackrel {{\mathcal {F}}_{2}}{\longleftrightarrow }}\ f(-\omega )\,}                                                                           | {\displaystyle {\hat {f}}_{3}(x)\ {\stackrel {{\mathcal {F}}_{3}}{\longleftrightarrow }}\ 2\pi f(-\omega )\,}                                            | Ista transformacija dvakrat zapored, x po prvi transformaciji nastopi namesto frekvence (ξ or ω). |
| 106 | {\displaystyle {\frac {d^{n}f(x)}{dx^{n}}}\,}      | {\displaystyle (i2\pi \xi )^{n}{\hat {f}}(\xi )\,}                                                                                                   | {\displaystyle (i\omega )^{n}{\hat {f}}(\omega )\,} | {\displaystyle (i\omega )^{n}{\hat {f}}(\omega )\,} | Odvod n-tega reda. f je Schwartzova funkcija |
|     | {\displaystyle \int _{-\infty }^{x}f(\tau )d\tau } | {\displaystyle {\frac {{\hat {f}}(\xi )}{i2\pi \xi }}+C\,\delta (\xi )}                                                                              | | | Integracija. Opomba: {\displaystyle \delta } je Diracova delta funkcija in {\displaystyle C} povprečna (DC) vrednost {\displaystyle f(x)}, tako da je {\displaystyle \int _{-\infty }^{\infty }(f(x)-C)\,dx=0}    |
| 107 | {\displaystyle x^{n}f(x)\,}                        | {\displaystyle \left({\frac {i}{2\pi }}\right)^{n}{\frac {d^{n}{\hat {f}}(\xi )}{d\xi ^{n}}}\,}                                                      | {\displaystyle i^{n}{\frac {d^{n}{\hat {f}}(\omega )}{d\omega ^{n}}}} | {\displaystyle i^{n}{\frac {d^{n}{\hat {f}}(\omega )}{d\omega ^{n}}}}                                                                                    | To je dualno vrstici 106 |
| 108 | {\displaystyle (f*g)(x)\,}                         | {\displaystyle {\hat {f}}(\xi ){\hat {g}}(\xi )\,}                                                                                                   | {\displaystyle {\sqrt {2\pi }}{\hat {f}}(\omega ){\hat {g}}(\omega )\,} | {\displaystyle {\hat {f}}(\omega ){\hat {g}}(\omega )\,}                                                                                                 | Izraz f ∗ g pomeni konvolucijo f in g — to pravilo je t.i. konvolucijski teorem |
| 109 | {\displaystyle f(x)g(x)\,}                         | {\displaystyle \left({\hat {f}}*{\hat {g}}\right)(\xi )\,}                                                                                           | {\displaystyle {\frac {1}{\sqrt {2\pi }}}\left({\hat {f}}*{\hat {g}}\right)(\omega )\,}                                                                                            | {\displaystyle {\frac {1}{2\pi }}\left({\hat {f}}*{\hat {g}}\right)(\omega )\,}                                                                          | To je dualno 108 |
| 110 | For f(x) purely real                               | {\displaystyle {\hat {f}}(-\xi )={\overline {{\hat {f}}(\xi )}}\,}                                                                                   | {\displaystyle {\hat {f}}(-\omega )={\overline {{\hat {f}}(\omega )}}\,} | {\displaystyle {\hat {f}}(-\omega )={\overline {{\hat {f}}(\omega )}}\,}                                                                                 | Hermitska simetrija z zahteva kompleksni konjugat. |
| 113 | Za imaginarno f(x)                                 | {\displaystyle {\hat {f}}(-\xi )=-{\overline {{\hat {f}}(\xi )}}\,}                                                                                  | {\displaystyle {\hat {f}}(-\omega )=-{\overline {{\hat {f}}(\omega )}}\,} | {\displaystyle {\hat {f}}(-\omega )=-{\overline {{\hat {f}}(\omega )}}\,}                                                                                | z pomeni kompleksni konjugat. |
| 114 | {\displaystyle {\overline {f(x)}}}                 | {\displaystyle {\overline {{\hat {f}}(-\xi )}}} | {\displaystyle {\overline {{\hat {f}}(-\omega )}}} | {\displaystyle {\overline {{\hat {f}}(-\omega )}}} | [[<kompleksna konjugacija]], generalizacija 110 in 113 |
| 115 | {\displaystyle f(x)\cos(ax)}                       | {\displaystyle {\frac {{\hat {f}}\left(\xi -{\frac {a}{2\pi }}\right)+{\hat {f}}\left(\xi +{\frac {a}{2\pi }}\right)}{2}}}                           | {\displaystyle {\frac {{\hat {f}}(\omega -a)+{\hat {f}}(\omega +a)}{2}}\,} | {\displaystyle {\frac {{\hat {f}}(\omega -a)+{\hat {f}}(\omega +a)}{2}}}                                                                                 | Slledi iz 101 in 103 s pomočjo Eulerjeve formule: {\displaystyle \cos(ax)={\frac {e^{iax}+e^{-iax}}{2}}.} |
| 116 | {\displaystyle f(x)\sin(ax)}                       | {\displaystyle {\frac {{\hat {f}}\left(\xi -{\frac {a}{2\pi }}\right)-{\hat {f}}\left(\xi +{\frac {a}{2\pi }}\right)}{2i}}}                          | {\displaystyle {\frac {{\hat {f}}(\omega -a)-{\hat {f}}(\omega +a)}{2i}}} | {\displaystyle {\frac {{\hat {f}}(\omega -a)-{\hat {f}}(\omega +a)}{2i}}}                                                                                | Sledi iz 101 in 103 s pomočjo Eulerjeve formule: {\displaystyle \sin(ax)={\frac {e^{iax}-e^{-iax}}{2i}}.} |

### Kvadratno integrabilne funkcije, enorazsežne
Fourierove transformacije v tej tabeli je najti v Campbell & Foster (1948), Erdélyi (1954), ali Kammler (2000, priloga).
|     | Funkcija                                                | Fourierova transformacija asbscisa je unitarna običajna frekvenca                                                                                    | Fourierova transformacija unitarna, kotna frekvenca | Fourierova transformacija< ne-unitarna, kotna frekvenca                                                                                                  | pripombe |
| --- | ------------------------------------------------------- | --- | --- | --- | --- |
|     | {\displaystyle f(x)\,}                                  | {\displaystyle {\begin{aligned}&{\hat {f}}(\xi )\triangleq {\hat {f}}_{1}(\xi )\\&=\int _{-\infty }^{\infty }f(x)e^{-i2\pi \xi x}\,dx\end{aligned}}} | {\displaystyle {\begin{aligned}&{\hat {f}}(\omega )\triangleq {\hat {f}}_{2}(\omega )\\&={\frac {1}{\sqrt {2\pi }}}\int _{-\infty }^{\infty }f(x)e^{-i\omega x}\,dx\end{aligned}}} | {\displaystyle {\begin{aligned}&{\hat {f}}(\omega )\triangleq {\hat {f}}_{3}(\omega )\\&=\int _{-\infty }^{\infty }f(x)e^{-i\omega x}\,dx\end{aligned}}} | Definicije |
| 201 | {\displaystyle \operatorname {rect} (ax)\,}             | {\displaystyle {\frac {1}{\|a\|}}\,\operatorname {sinc} \left({\frac {\xi }{a}}\right)}                                                              | {\displaystyle {\frac {1}{\sqrt {2\pi a^{2}}}}\,\operatorname {sinc} \left({\frac {\omega }{2\pi a}}\right)}                                                                       | {\displaystyle {\frac {1}{\|a\|}}\,\operatorname {sinc} \left({\frac {\omega }{2\pi a}}\right)}                                                          | Pravokotni pulz in normalizirana sinc funkcija, definirana kot sinc(x) = ⁠sin(πx)/πx⁠                                                                             |
| 202 | {\displaystyle \operatorname {sinc} (ax)\,}             | {\displaystyle {\frac {1}{\|a\|}}\,\operatorname {rect} \left({\frac {\xi }{a}}\right)\,}                                                            | {\displaystyle {\frac {1}{\sqrt {2\pi a^{2}}}}\,\operatorname {rect} \left({\frac {\omega }{2\pi a}}\right)}                                                                       | {\displaystyle {\frac {1}{\|a\|}}\,\operatorname {rect} \left({\frac {\omega }{2\pi a}}\right)}                                                          | Dualno vrstici 201. |
| 203 | {\displaystyle \operatorname {sinc} ^{2}(ax)}           | {\displaystyle {\frac {1}{\|a\|}}\,\operatorname {tri} \left({\frac {\xi }{a}}\right)}                                                               | {\displaystyle {\frac {1}{\sqrt {2\pi a^{2}}}}\,\operatorname {tri} \left({\frac {\omega }{2\pi a}}\right)}                                                                        | {\displaystyle {\frac {1}{\|a\|}}\,\operatorname {tri} \left({\frac {\omega }{2\pi a}}\right)}                                                           | tri(x) je trikotna funkcija |
| 204 | {\displaystyle \operatorname {tri} (ax)}                | {\displaystyle {\frac {1}{\|a\|}}\,\operatorname {sinc} ^{2}\left({\frac {\xi }{a}}\right)\,}                                                        | {\displaystyle {\frac {1}{\sqrt {2\pi a^{2}}}}\,\operatorname {sinc} ^{2}\left({\frac {\omega }{2\pi a}}\right)}                                                                   | {\displaystyle {\frac {1}{\|a\|}}\,\operatorname {sinc} ^{2}\left({\frac {\omega }{2\pi a}}\right)}                                                      | Dualno vrstici 203. |
| 205 | {\displaystyle e^{-ax}u(x)\,}                           | {\displaystyle {\frac {1}{a+i2\pi \xi }}} | {\displaystyle {\frac {1}{{\sqrt {2\pi }}(a+i\omega )}}} | {\displaystyle {\frac {1}{a+i\omega }}} | Funkcija u(x) je Heavisidov prag in a > 0. |
| 206 | {\displaystyle e^{-\alpha x^{2}}\,}                     | {\displaystyle {\sqrt {\frac {\pi }{\alpha }}}\,e^{-{\frac {(\pi \xi )^{2}}{\alpha }}}}                                                              | {\displaystyle {\frac {1}{\sqrt {2\alpha }}}\,e^{-{\frac {\omega ^{2}}{4\alpha }}}}                                                                                                | {\displaystyle {\sqrt {\frac {\pi }{\alpha }}}\,e^{-{\frac {\omega ^{2}}{4\alpha }}}}                                                                    | Za unitarne Fourierove tranasformacije je torej e−αx2 svoja lastna transformacija - do multiplikatorja α. Da to velja, mora biti Re(α) > 0.                     |
| 208 | {\displaystyle e^{-a\|x\|}\,}                           | {\displaystyle {\frac {2a}{a^{2}+4\pi ^{2}\xi ^{2}}}}                                                                                                | {\displaystyle {\sqrt {\frac {2}{\pi }}}\,{\frac {a}{a^{2}+\omega ^{2}}}} | {\displaystyle {\frac {2a}{a^{2}+\omega ^{2}}}} | Za Re(a) > 0. Fourierova transformacija eksponentne padajoče funkcije je Lorentzova funkcija .                                                                  |
| 209 | {\displaystyle \operatorname {sech} (ax)\,}             | {\displaystyle {\frac {\pi }{a}}\operatorname {sech} \left({\frac {\pi ^{2}}{a}}\xi \right)}                                                         | {\displaystyle {\frac {1}{a}}{\sqrt {\frac {\pi }{2}}}\operatorname {sech} \left({\frac {\pi }{2a}}\omega \right)}                                                                 | {\displaystyle {\frac {\pi }{a}}\operatorname {sech} \left({\frac {\pi }{2a}}\omega \right)}                                                             | Hyperbolična funkcija si je lastna Fourierova transformacija |
| 210 | {\displaystyle e^{-{\frac {a^{2}x^{2}}{2}}}H_{n}(ax)\,} | {\displaystyle {\frac {{\sqrt {2\pi }}(-i)^{n}}{a}}e^{-{\frac {2\pi ^{2}\xi ^{2}}{a^{2}}}}H_{n}\left({\frac {2\pi \xi }{a}}\right)}                  | {\displaystyle {\frac {(-i)^{n}}{a}}e^{-{\frac {\omega ^{2}}{2a^{2}}}}H_{n}\left({\frac {\omega }{a}}\right)}                                                                      | {\displaystyle {\frac {(-i)^{n}{\sqrt {2\pi }}}{a}}e^{-{\frac {\omega ^{2}}{2a^{2}}}}H_{n}\left({\frac {\omega }{a}}\right)}                             | Hn je Hermiteov polinom ntega reda. Če velja a = 1, so Gauss-Hermiteove funkcije lastne funkcije Fourierovega operatorja. Enačba se poenostavi na 206 za n = 0. |

### Dvorazsežne funkcije
|     | Function                                                                | Fourier transform unitary, ordinary frequency                                                                                                  | Fourier transform unitary, angular frequency | Fourier transform non-unitary, angular frequency | Remarks |
| --- | ----------------------------------------------------------------------- | --- | --- | --- | --- |
| 400 | {\displaystyle f(x,y)}                                                  | {\displaystyle {\begin{aligned}&{\hat {f}}(\xi _{x},\xi _{y})\triangleq \\&\iint f(x,y)e^{-i2\pi (\xi _{x}x+\xi _{y}y)}\,dx\,dy\end{aligned}}} | {\displaystyle {\begin{aligned}&{\hat {f}}(\omega _{x},\omega _{y})\triangleq \\&{\frac {1}{2\pi }}\iint f(x,y)e^{-i(\omega _{x}x+\omega _{y}y)}\,dx\,dy\end{aligned}}} | {\displaystyle {\begin{aligned}&{\hat {f}}(\omega _{x},\omega _{y})\triangleq \\&\iint f(x,y)e^{-i(\omega _{x}x+\omega _{y}y)}\,dx\,dy\end{aligned}}} | Spremenljivke ξx, ξy, ωx, ωy so realna števila. Področje integrala je celotna ravnina.                           |
| 401 | {\displaystyle e^{-\pi \left(a^{2}x^{2}+b^{2}y^{2}\right)}}             | {\displaystyle {\frac {1}{\|ab\|}}e^{-\pi \left({\frac {\xi _{x}^{2}}{a^{2}}}+{\frac {\xi _{y}^{2}}{b^{2}}}\right)}}                           | {\displaystyle {\frac {1}{2\pi \,\|ab\|}}e^{-{\frac {1}{4\pi }}\left({\frac {\omega _{x}^{2}}{a^{2}}}+{\frac {\omega _{y}^{2}}{b^{2}}}\right)}}                         | {\displaystyle {\frac {1}{\|ab\|}}e^{-{\frac {1}{4\pi }}\left({\frac {\omega _{x}^{2}}{a^{2}}}+{\frac {\omega _{y}^{2}}{b^{2}}}\right)}}              | Obe funkciji sta gaussovi, lahko da brez prostornine = 1                                                         |
| 402 | {\displaystyle \operatorname {circ} \left({\sqrt {x^{2}+y^{2}}}\right)} | {\displaystyle {\frac {J_{1}\left(2\pi {\sqrt {\xi _{x}^{2}+\xi _{y}^{2}}}\right)}{\sqrt {\xi _{x}^{2}+\xi _{y}^{2}}}}}                        | {\displaystyle {\frac {J_{1}\left({\sqrt {\omega _{x}^{2}+\omega _{y}^{2}}}\right)}{\sqrt {\omega _{x}^{2}+\omega _{y}^{2}}}}}                                          | {\displaystyle {\frac {2\pi J_{1}\left({\sqrt {\omega _{x}^{2}+\omega _{y}^{2}}}\right)}{\sqrt {\omega _{x}^{2}+\omega _{y}^{2}}}}}                   | Funkcija je definirana circ(r) = 1 za 0 ≤ r ≤ 1, sicer pa = 0. Rezultat je porazdelitev amplitud za Airyjev disk |